# Осока чёрная
Осо́ка чёрная, или Осо́ка обыкнове́нная (лат. Carex nigra) — многолетнее травянистое растение, вид рода Осока (Carex) семейства Осоковые (Cyperaceae).

## Распространение
Европа, в том числе арктическая Скандинавия; Арктическая часть России: Мурман (западная часть), юго-восток Большеземельской тундры; Западная Сибирь: до 66°15’ северной широты в низовьях Оби; Восточная Сибирь: бассейн Енисея (редко), Ленско-Колымский район (преимущественно к западу от Лены и Алдана), Ангаро-Саянский район, Даурия; Средняя Азия: горы Кент; Западная Азия: Северо-Западная Турция; Центральная Азия: Северная Монголия; Южная Азия: Бутан;  Северная Америка: крайняя восточная часть к северу от 42° северной широты, Южная Гренландия; Северная Африка.
Растёт на сырых и болотистых лугах, травяно-осоковых и мохово-осоковых болотах, по окраинам сфагновых болот, в зарослях кустарников, разреженных болотистых лесах, по берегам водоёмов, окраинам канав, на альпийских и субальпийских лугах; всюду очень обычно, кроме южных районов, где крайне редка; часто образует большие заросли; в горах обычно до среднего пояса.

## Ботаническое описание

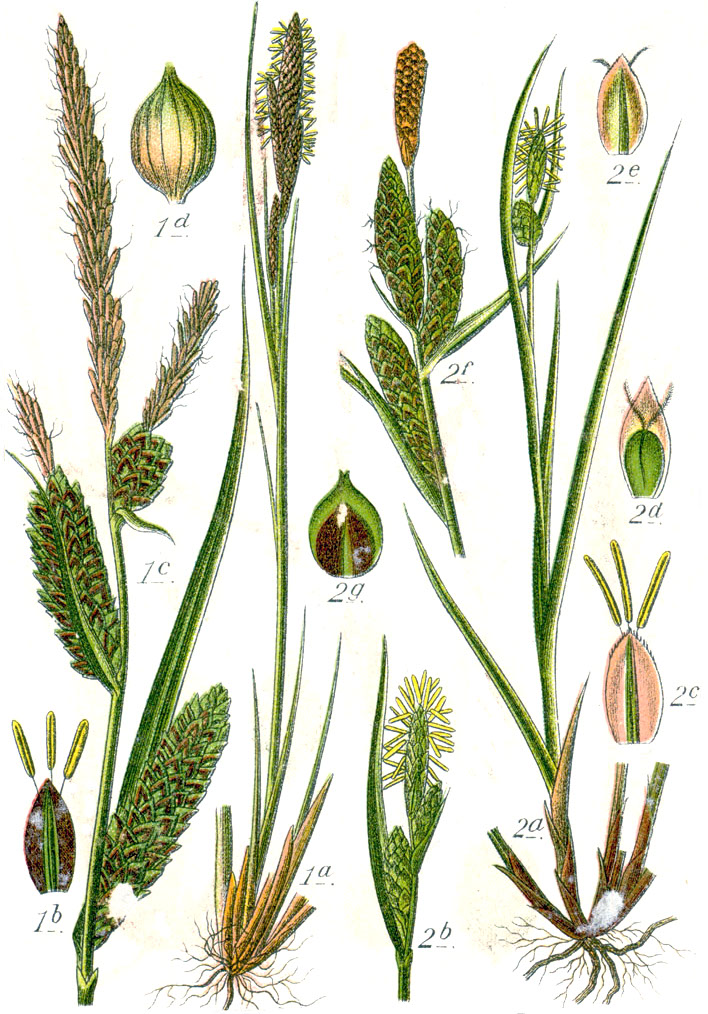
2 — Carex goodenowii(Syn.)

Серо-зелёное растение с длинными тонкими ползучими корневищами с желтовато-бурыми волосками, образующее рыхлые или возможно плотные дерновины или кочки.
Стебли прямые или изогнутые, кверху шероховатые, 10—50 см высотой, окружены при основании бурыми, красновато- или желтовато-бурыми, коричневыми или чёрно-пурпурными влагалищами листьев.
Листья плоские, длинные, линейные, возможно с краями завёрнутыми назад, (1)2—3(7) мм шириной, короче стебля или равные ему.
Соцветие из расставленных колосков до 6(11) см длиной. Верхние колоски тычиночные, в числе 1—2, тёмно-коричневые или пурпурно-чёрные, продолговатые или булавовидные, до 2,5(3) см длиной, с обратнояйцевидными бурыми чешуями, верхний может быть на ножке 0,5—0,7(1) см длиной; остальные (1)2—3(5) — пестичные, или, нередко, андрогинные (на верхушке с тычиночными цветками), обычно многоцветковые, рыхловатые или могут быть густыми, прямые, узкоцилиндрические или продолговато-ланцетные, на коротких ножках, нижний — может быть отставленным и иногда на ножке 0,5—1,5(2) см длиной, яйцевидные или продолговатые, (0,6)1—2 см длиной. Кроющие чешуи пестичных колосков продолговато-яйцевидные или яйцевидные, тупые или островатые, чёрно-, пупурно- или тёмно-бурые, сплошь тёмные или со светлой полосой посредине, с одной жилкой, у́же и короче мешочков (иногда более, чем в два раза, отчего колоски кажутся зелёными), возможно равные им. Мешочки плоско- или двояко-выпуклые, не вздутые (плод почти полностью заполняет мешочек), эллиптические, яйцевидные или продолговато-яйцевидные, (2)2,5—3 мм длиной, тонкокожистые, с папиллами, с 5—8 тонкими жилками, хорошо выраженными спереди и менее ясными сзади, зелёные или желтовато-бурые, позже ржавые и бурые или чёрно-бурые, с короткой, но хорошо заметной ножкой (менее 0,3 мм длиной), с коротким цельным, редко слабовыемчатым носиком; носик не утолщённый, не отличающийся по окраске от остальной части мешочка. Нижний кроющий лист без влагалища, линейный, реже щетиновидный, превышает соцветие, может быть равен ему.

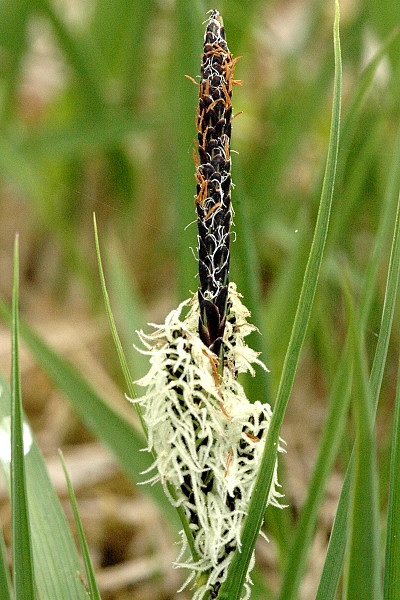
Соцветие, Бельгия

Плодоносит в мае—августе.
Число хромосом 2n=84.
Вид описан из Европы.

## Таксономия
Carex nigra (L.) Reichard,  Flora Moeno-Francofurtana Архивная копия от 14 февраля 2021 на Wayback Machine 2: 96. 1778.
Кречетовичем В. И. во «Флоре СССР» этот вид описан, как Carex acuta — Осока острая.
Весьма полиморфный вид. Варьирует главным образом по общему габитусу, длине и ширине листовых пластинок, окраске влагалищ нижних листьев, размерам колосков и степени их расставленности, форме, размерам и окраске кроющих чешуй и мешочков. Большая изменчивость признаков Carex nigra послужила основанием для описания многочисленных разновидностей и форм, а также нескольких видов.

### Синонимы
- Carex eboracensis Nelmes
- Carex fusca All.
- Carex stolonifera Hoppe
- Carex vulgaris Fr.

и многие другие

### Подвиды
В составе вида:
- Carex nigra subsp. alpina (Gaudin) Lemke — Центральная и Юго-Западная Европа, Северо-Западная Турция;
- Carex nigra subsp. intricata (Tineo) Rivas Mart. — Испания (Сьерра-Невада), Марокко (Атлас), Корсика, Сицилия;
- Carex nigra subsp. juncella (Fr.) Lemke — Осока ситничковая, или Осока ситничек, или Осока вилюйская; Европа, Сибирь, Средняя и Центральная Азия;
- Carex nigra subsp. nigra — Европа, Сибирь, Северная Америка, Северная Африка.
- Carex nigra subsp. transcaucasica (T.V.Egorova) Jim.Mejías, G.E.Rodr.-Pal., Amini Rad & Martín-Bravo

Очень часто подвид  Carex nigra subsp. juncella, имеющий высокие и тонкие стебли и относительно более длинные листья, рассматривается в качестве самостоятельного вида. Егоровой Т. В. этот подвид выделяется в отдельный вид из-за различий в форме роста: Carex nigra subsp. juncella образует кочки, у него нет ползучих корневищ, в то время как Carex nigra образует дерновины и у него есть побеги с длинными ползучими корневищами. Так же Егоровой подвид Carex nigra subsp. dacica (Heuff.) Soy рассматривается как подвид Carex bigelowii.